# Эпов, Пётр Георгиевич
Пётр Георгиевич Эпов (20 июня 1920, Аносово, Амурская область — 27 мая 1993, Благовещенск) — советский военнослужащий, участник Великой Отечественной войны, полный кавалер ордена Славы, наводчик 76-миллиметровой пушки 262-го стрелкового полка 184-й стрелковой дивизии 5-й армии 3-го Белорусского фронта, ефрейтор.

## Биография
Эпов Пётр Георгиевич родился 20 июня 1920 года в селе Аносово (ныне — Шимановского района Амурской области) в семье рабочего. По национальности русский. После окончания 7 классов работал трактористом в колхозе.

### Служба в Красной Армии
В Красной Армии с 22 апреля 1940 года. На фронтах Великой Отечественной войны с 22 июня 1941 года. С 22.06.1941 по 18.02.1943 на Северо-Западном фронте. 10 августа 1942 года был тяжело ранен. С 18.02.1943 по октябрь 1943 года на Калининском фронте. С октября 1943 по 28 апреля 1944 года на Западном фронте. С 28 апреля 1944 года и до конца войны на 3-м Белорусском фронте.
Наводчик 76-миллиметровой пушки 262-го стрелкового полка ефрейтор Пётр Эпов в составе орудийного расчёта 18 июля 1944 года в боях на плацдарме у литовского села Кодыби на левом берегу реки Неман подбил вражеский танк «Пантера» и уничтожил его экипаж. На следующий день, отбивая контратаку противника, ефрейтор Эпов истребил более двадцати гитлеровских пехотинцев, двумя выстрелами заклинил башню вражеского танка и захватил в плен его экипаж.
За мужество и отвагу, проявленные в боях, 9 августа 1944 года ефрейтор Эпов Пётр Георгиевич награждён орденом Славы 3-й степени.
16 октября 1944 года в наступательном бою за литовский город Кудиркос-Науместис ефрейтор Пётр Эпов из орудия поразил два пулемета противника и до десяти гитлеровцев. За период с 22 по 24 октября 1944 года Пётр Эпов с бойцами расчёта вывел из строя два пулемета и до полутора десятков вражеских солдат.
За мужество и отвагу, проявленные в боях, 8 января 1945 года ефрейтор Эпов Пётр Георгиевич награждён орденом Славы 2-й степени.
Во второй половине января — в начале февраля 1945 года в боях на территории Восточной Пруссии Пётр Эпов в составе орудийного расчёта подавил пулемёт, поджёг дом, в котором находилась огневая точка, подбил автомобиль с боеприпасами и истребил большое количество живой силы врага. 18 января 1945 года легко ранен.
Указом Президиума Верховного Совета СССР от 19 апреля 1945 года за образцовое выполнение заданий командования в боях с немецко-фашистскими захватчиками ефрейтор Эпов Пётр Георгиевич награждён орденом Славы 1-й степени; стал полным кавалером ордена Славы.
В 1945 году старшина П. Г. Эпов демобилизован.

### После войны
Жил в городе Благовещенске. До ухода на заслуженный отдых работал на мелькомбинате. Скончался 27 мая 1993 года.

## Награды
- полный кавалер ордена Славы:
  - Орден Славы 3-й степени № 48890 приказом от 9 августа 1944 года
  - Орден Славы 2-й степени № 3647 приказом от 8 января 1945 года
  - Орден Славы 1-й степени № 878 приказом от 19 апреля 1945 года
- Две медали «За боевые заслуги» (№ 959845 приказом от 12.02.1943 и № 959812 приказом от 18.02.1943)
- Медаль «За отвагу» (№ 839323 приказом от 31.03.1944)
- Другие награды